# رونالدو هنريكه سيلفا
رونالدو هنريكه سيلفا (10 أبريل 1991 في ساو باولو في البرازيل – )؛ هو لاعب كرة قدم كان يلعب كمهاجم.

## وصلات خارجية
- رونالدو هنريكه سيلفا على موقع رابطة كرة القدم اليابانية للمحترفين (اليابانية)
- رونالدو هنريكه سيلفا على موقع قاعدة بيانات كرة القدم.إي يو (الإنجليزية)
- رونالدو هنريكه سيلفا على موقع Soccerway.com (الإنجليزية)
- رونالدو هنريكه سيلفا على موقع عالم كرة القدم.نت (الإنجليزية)